# Єжі (Первомайський район)
Єжі́ (рос. Ежи) — село у складі Первомайського району Томської області, Росія. Входить до складу Сергієвського сільського поселення.

## Населення
Населення — 386 осіб (2010; 490 у 2002).
Національний склад (станом на 2002 рік):
- росіяни — 91 %